# Alexander Gaden

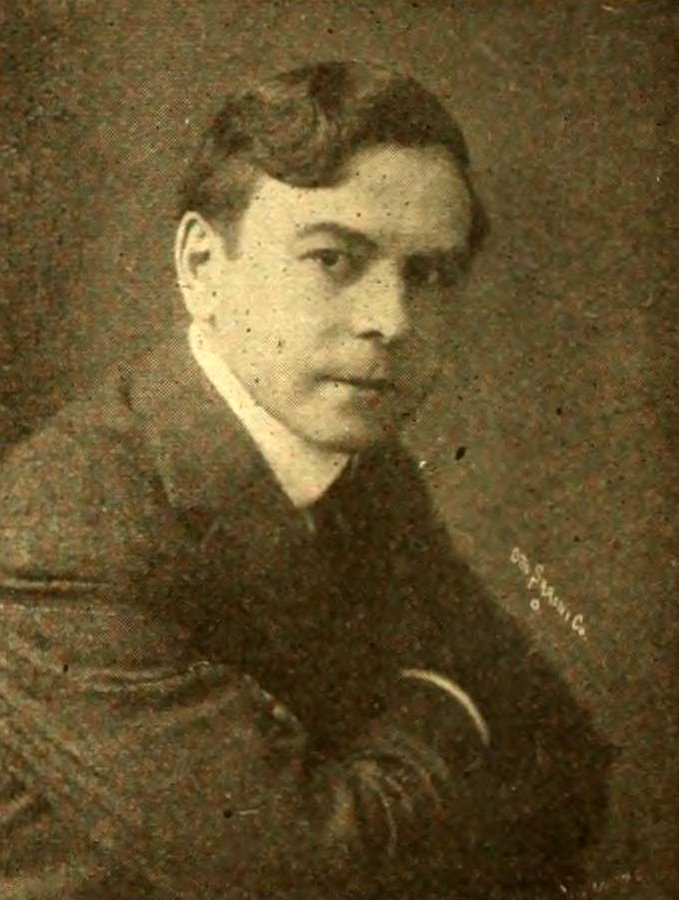
Alexander Gaden (1916)

Alexander Gaden (Montreal, Canadá, 20 de fevereiro de 1880 – Chicago, Estados Unidos, 14 de janeiro de 1958) foi um ator canadense da era do cinema mudo. Ele atuou em 32 filmes entre 1912 e 1923.

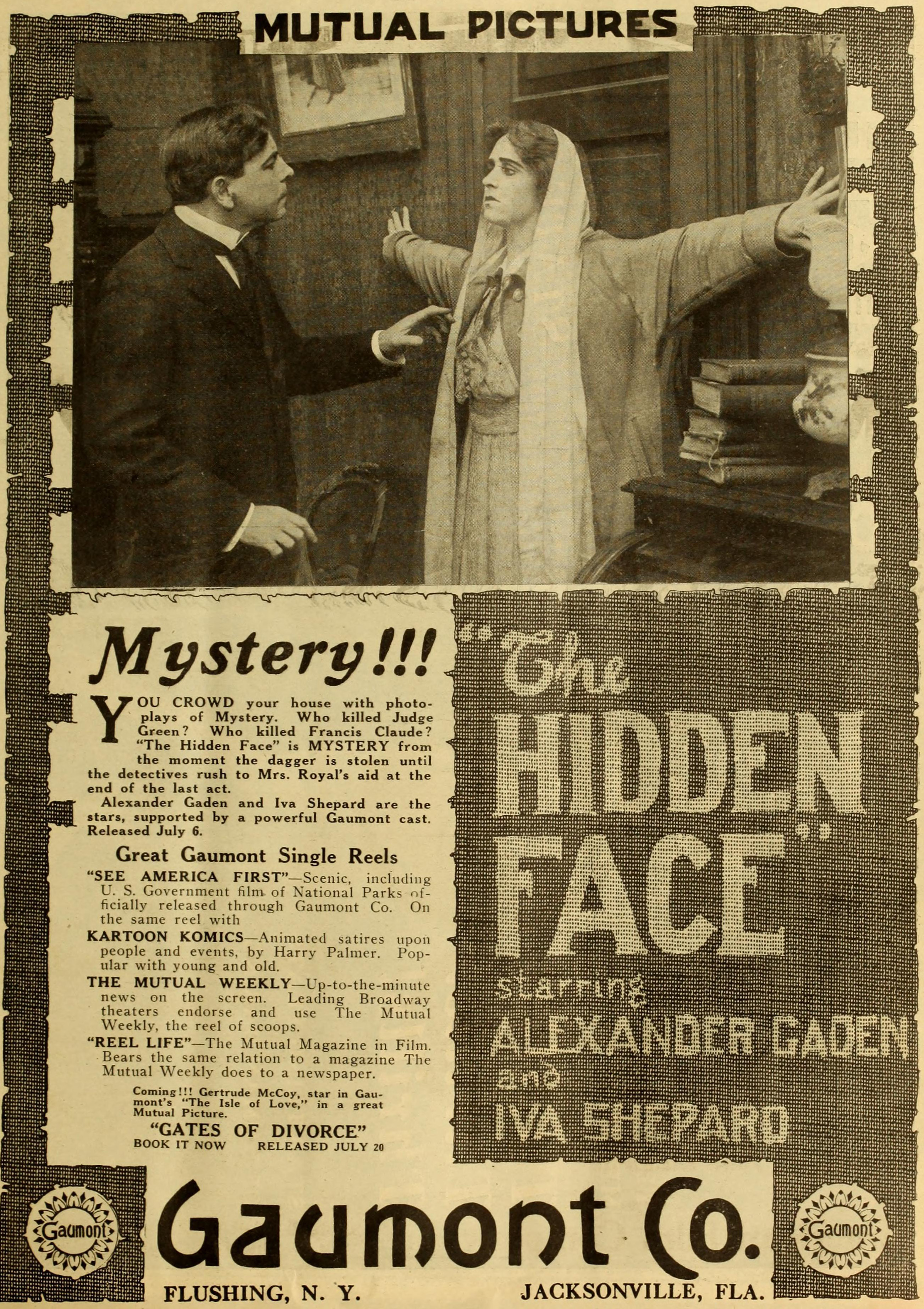
The Hidden Face (1916)
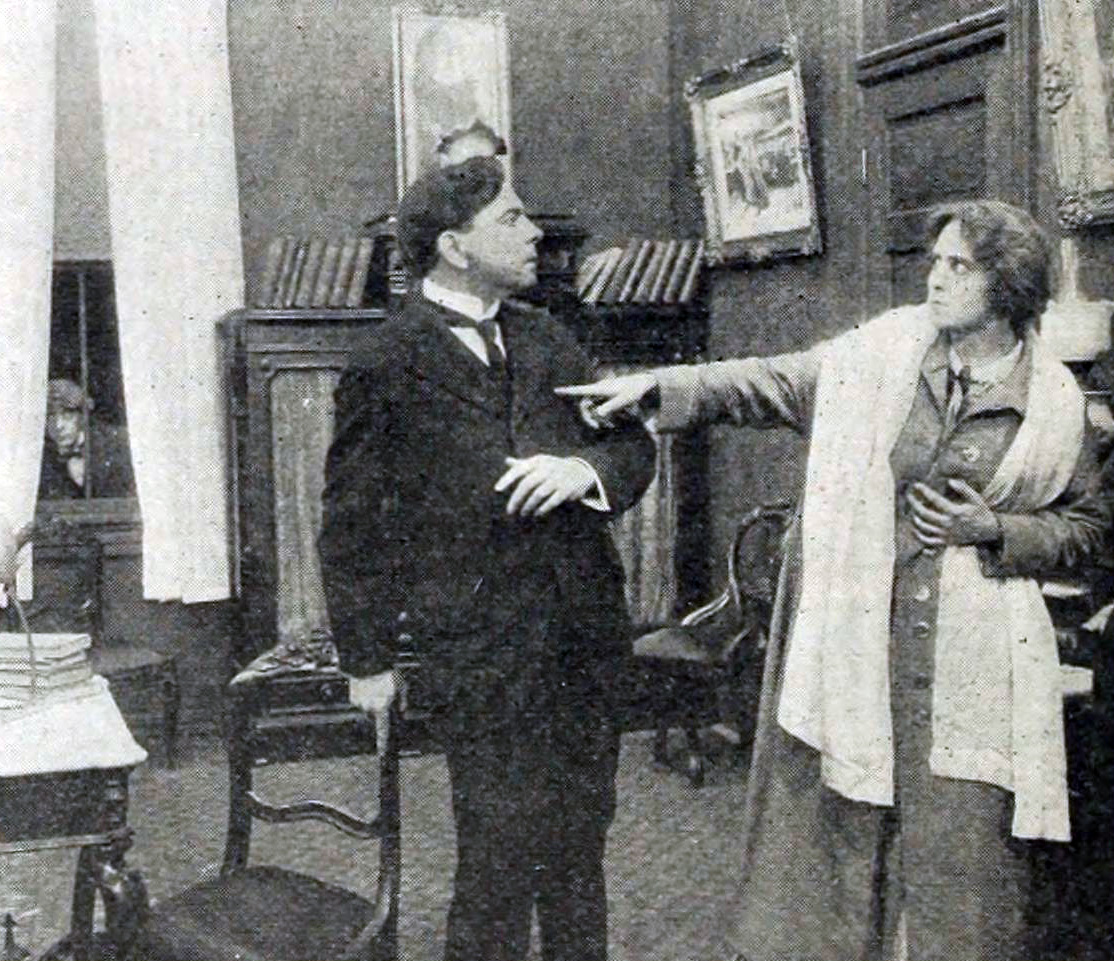
The Hidden Face (1916)